# Tongxinite
La tongxinite è un minerale scoperto nel distretto minerario di Yulong in Cina. Il nome deriva dalla parole cinesi tong (rame) e xin (zinco). La specie non è riconosciuta dall'IMA perché la descrizione è stata pubblicata senza approvazione.

## Giacitura
Si rinviene nella zona di ossidazione dei depositi di rame.

## Forma in cui si presenta in natura
Si presenta in grani irregolari, come inclusione in altri minerali o sotto forma di cristalli microscopici. Le superfici rotte dalla temperatura fresca alla quale sono esposte presentano un'ossidazione superficiale.